# 徐克勤 (1963年)
徐克勤（1963年4月—），男，湖南龙山人，中华人民共和国政治人物。中共中央党校研究生学历。

## 生平
1985年3月加入中国共产党。历任吉首市人民政府市长助理；共青团湘西州委第一副书记、书记；中共吉首市委副书记、副市长、代市长、市长、市委书记；湘西州委常委、副书记、副州长、代州长、州长。2010年4月出任湖南省民族事务委员会副主任。